# スペインの歌 (アルベニス)
組曲『スペインの歌』（仏：Chants d'Espagne, スペイン語: Cantos de España）は、イサーク・アルベニスが作曲したピアノ独奏のための組曲。アルベニスの作品の中では演奏が容易な作品である。
組曲『イベリア』が華やかなピアニズムを演奏者に求めているのとは異なり、組曲『スペイン組曲』と同様に、平易な曲の中にスペイン音楽の特徴をとらえた組曲である。
全5曲からなり、すべて華やかなスペイン舞曲である。軽やかさと異国趣味を併せ持ち、日本では小規模な演奏会で女性奏者が取り上げる機会が多い。
各曲はギターに編曲されており、演奏会で取り上げられる機会も多い。

## 第1曲
プレリュード。アルベニスの没後に『スペイン組曲』（スペイン語: Suite española）の第5曲として「アストゥリアス」の名で組み込まれ、そちらの名の方が有名になった。詳細はアストゥリアス（伝説）を参照。

## 第2曲
「オリエンタル」（スペイン語: Oriental）東洋風という名称であるが、アンダルシア地方の歌曲がベースになっている。冒頭部は不協和音で始まり、その後はフリギア旋法で書かれる。やや暗い雰囲気の曲である。

## 第3曲
「椰子の木陰で」（フランス語: Sous le palmier、スペイン語: Bajo la palmera）の題名で親しまれている。変ホ長調。4分の2拍子。
簡単な序奏のあと、右手が緩いオクターブを歌う。同主調に転調が多く調性が不安定。

## 第4曲
「コルドバ」(スペイン語: Córdoba）はアルベニスのお気に入りの都市のひとつであり、アンダルシア州の中心部にある後ウマイヤ朝の古都で、世界遺産に登録されている。冒頭部は教会の鐘の音で始まる。ドリア調のフォーブルドンの和声が使われる。第一部はムーア風のセレナーデである。第二部はフラメンコスタイルである。古都コルドバの印象を見事に描写している。 ニ短調。4分の3拍子。

## 第5曲
「セギディーリャ」(スペイン語: Seguidillas）はホタ・ファンダンゴとともにスペインの代表的な舞曲のひとつである。民俗舞踊のフランメンコで演奏され、多くはカスタネットを伴っている。本曲はピアノによる華やかでリズミカルな舞踏曲となっている。アルベニスの没後に『スペイン組曲』の第7曲「カスティーリャ」(スペイン語: Castilla）に転用された。嬰ヘ長調。4分の3拍子。